# Ekvatorialguinea i olympiska sommarspelen 1988
Ekvatorialguinea deltog i de olympiska sommarspelen 1988 med en trupp, men ingen av landets deltagare erövrade någon medalj.